# São Marcos (ort)
São Marcos är en ort i Brasilien.   Den ligger i kommunen São Marcos och delstaten Rio Grande do Sul, i den södra delen av landet, 1 500 km söder om huvudstaden Brasília. São Marcos ligger 741 meter över havet och antalet invånare är 18 591.
Terrängen runt São Marcos är kuperad åt nordväst, men åt sydost är den platt. Terrängen runt São Marcos sluttar västerut. Närmaste större samhälle är Flores da Cunha, 12,8 km sydväst om São Marcos.
I omgivningarna runt São Marcos växer i huvudsak städsegrön lövskog. Runt São Marcos är det ganska tätbefolkat, med 129 invånare per kvadratkilometer.